# 德尔杜瓦尔乌帕齐拉
德尔杜瓦尔是孟加拉国的一个乌帕齐拉，位於达卡专区的坦盖尔县。
2011年孟加拉國人口普查數據顯示，德爾杜瓦爾共有戶數32696戶、人口207278人，其中男性佔比50.46%，女性49.54%；該地7歲以上人口之平均識字率為40.5%。